# Uchimizu

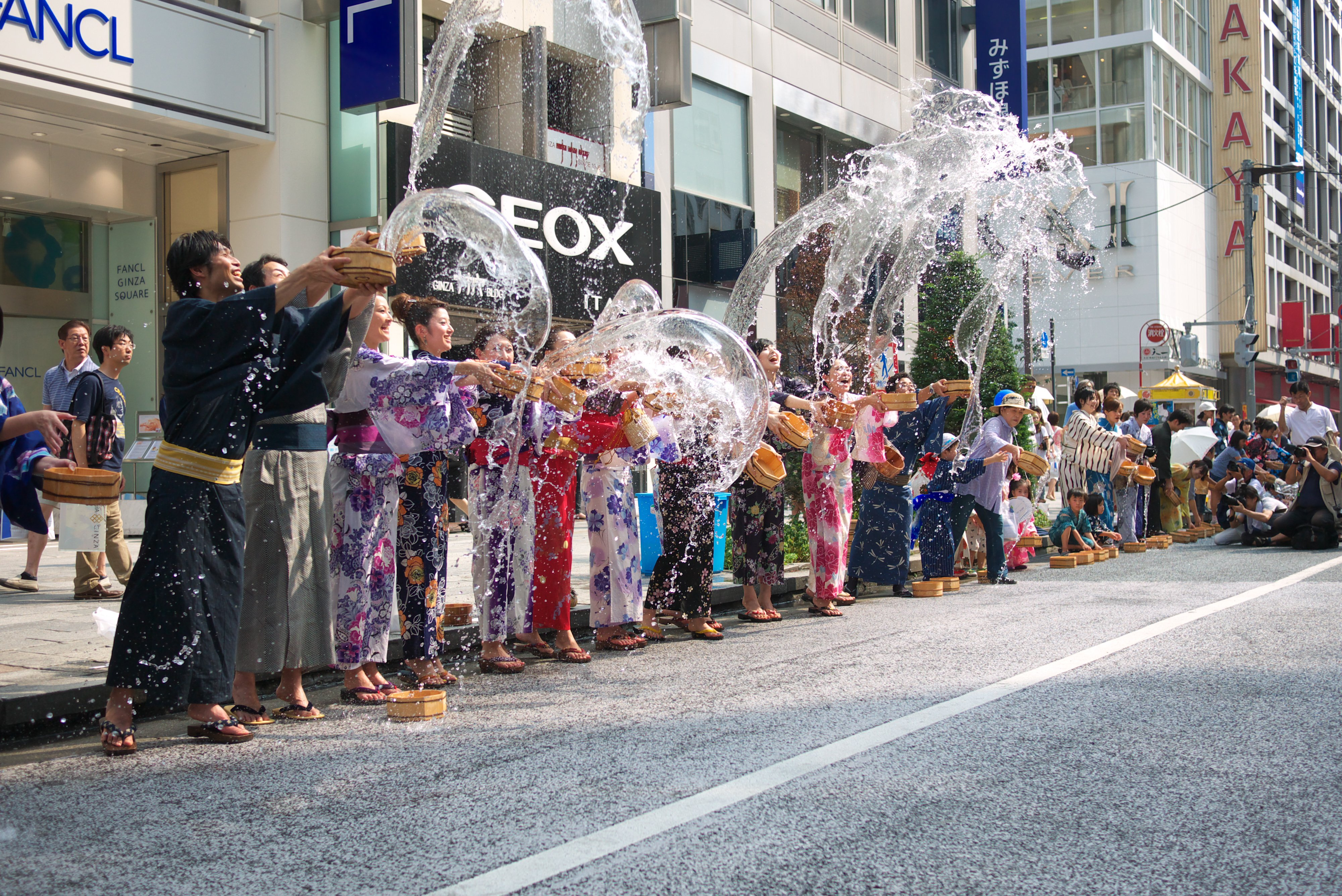
Uchimizu a Ginza (anno 2010)

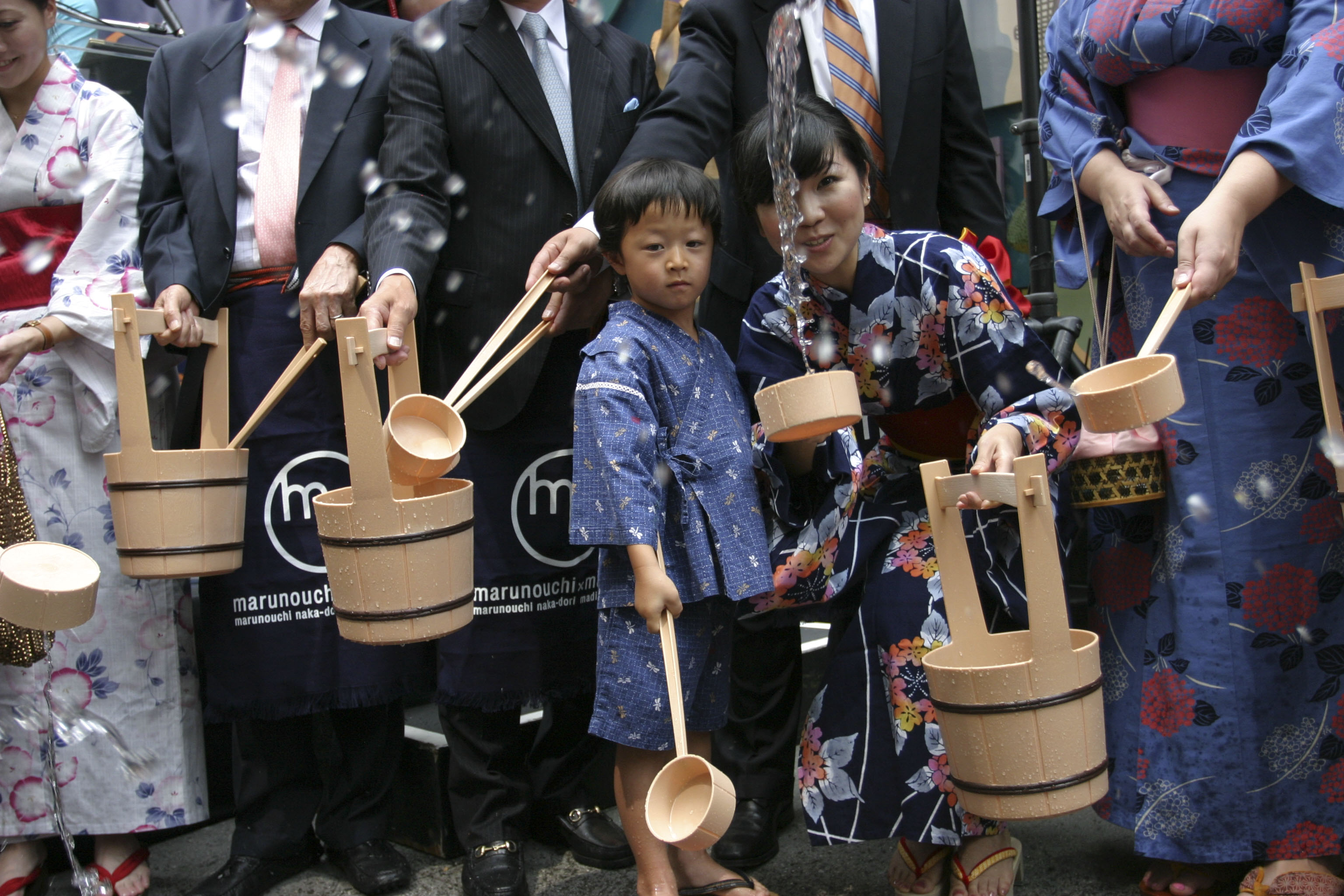
Partecipanti alla cerimonia Uchimizu a New York

Uchimizu (打ち水?) è un termine che indica l'aspersione d'acqua nei giardini e nelle strade giapponesi.

## Descrizione
D'estate, nelle strade, serve a rinfrescare l'aria ed abbellire il paesaggio urbano. 
Non si tratta però di una mera questione di igiene o di benessere fisico in quanto nei templi e nei giardini esso assume anche caratteristiche di rituale contemplativo.  
I giapponesi vedono lo uchimizu come un'esemplificazione dei valori tradizionali giapponesi.
Tradizionalmente lo si celebra con catino e cucchiaio e il celebrante indossa lo yukata, un kimono estivo. Vari movimenti ambientalisti utilizzano internet per incoraggiare i giapponesi a celebrare l'uchimizu con acqua riciclata in modo che tale pratica diventi, oltre ad una forma di cortesia verso i propri concittadini, anche ambientalmente più sostenibile.